# 艾薩克·卡皮
艾薩克·卡比（Isaac Kappy，1977年2月17日—2019年5月13日）是美國演員。他曾參演電影《雷神索爾》（2011）和《魔鬼終結者：未來救贖》（2009），以及AMC的電視劇《絕命毒師》，並知名於其對演藝圈的陰謀論。他於2019年自殺身亡，享年42歲。

## 生平

### 演藝生涯
卡皮在2006年的電影《酒國英雄榜》中首次亮相，飾演一名騙子。他之後參演了多部電影，包括《魔鬼終結者：未來救贖》（2009年）、《雷神索爾》（2011年）以及電視劇《絕命毒師》等。

### 音樂事業
作為一名音樂人，卡皮曾組樂團Charles McMansion，並發行了一首歌曲《T.I.P.》。

### 參與爭議
卡皮於2018年8月作為嘉賓出現在亞歷克斯·瓊斯的廣播節目《InfoWars》上，並指控多位好萊塢影星，如湯姆·漢克斯和賽斯·葛林，涉及戀童癖，這些指控是基於匿名者Q陰謀論，該理論認為有一個由戀童癖者組成的集團在操控全球的兒童性交易圈。

### 死亡
2019年，卡皮在亞利桑那州自殺，方式是從一個高架橋跳入迎面而來的車流。兩名目擊者曾試圖阻止卡比跳橋，但未能成功。在卡皮去世的同時，他的Instagram帳戶上發布了一篇長篇留言，內容中他自稱為猶大的轉世，並坦白了自己曾經濫用毒品和酒精。他還向耶穌基督、唐納德·特朗普以及匿名者Q表示道歉。該帖子附帶的標題為：「當心那個什麼都不怕的人，因為他什麼都不在乎。」 

### 死後陰謀論
在卡皮去世後，出現了一種陰謀論，認為他並非自殺身亡，而是因為其政治觀點而成為他殺的受害者。該陰謀論由如L·林·伍德等陰謀理論家推廣。